# Préchac-sur-Adour
 Préchac-sur-Adour  es una población y comuna francesa, ubicada en la región de Mediodía-Pirineos, departamento de Gers, en el distrito de Mirande y cantón de Plaisance.
El meridiano de Greenwich atraviesa esta población.

## Demografía
| 216 | 191 | 190 | 190 | 212 | 213 | 214 | 214 | 206 | 196 | 194 |
| Para los censos de 1962 a 1999 la población legal corresponde a la población sin duplicidades (Fuente: INSEE [Consultar]) |     |     |     |     |     |     |     |     |     |     |